# Реформы годов Кансэй
Реформы годов Кансэй (яп. 寛政の改革, かんせいのかいかく кансэй но кайкаку) — название курса социально-экономических преобразований в Японии, осуществлявшихся в 1787—1793 годах под руководством главы центрального правительства Мацудайры Саданобу. Реформы названы по девизу императорского правления «Кансэй» (1789—1801). Наряду с «реформами годов Кёхо» (1716—1745) и «реформами годов Тэмпо» (1841—1843) относится к трём крупнейшим реформаторским курсам периода Эдо.

## Хронология
Реформы Кансэй проводились после великого голода годов Тэммэй. Они характеризовались поощрением бережливости, кассацией долговых обязательств самураев, реставрацией села и сельского хозяйства с принудительным возвратом крестьян, живших в городах, на малую родину, запретом преподавания в правительственных школах всех предметов, кроме чжусианства, усилением цензуры в издательском деле и насаждением конфуцианских норм морали. Реформы вызвали социально-экономический застой и, как следствие, недовольство широких слоёв населения.
- 1787 (7-й год Тэммэй): принятие закона о сдержанности; введение запрета на яркую и развратную одежду;
- 1789 (1-й год Кансэй):
  - издание закона о кассации долговых обязательств хатамото сёгунату; установление обязательных низких процентных ставок для всех ростовщиков;
  - принятие постановления о создании региональных хранилищ зерновых на случай голода.
- 1790 (2-й год Кансэй):
  - начато возвращение крестьян из городов в сёла, а также содействие переселению городских безработных в село;
  - запрещено преподавать в правительственной академии Сёхэй другие науки, кроме чжусианства;
  - введён запрет на порнографическую продукцию;
- 1791 (3-й год Кансэй): принято постановление, по которому расходы городов не должны были превышать 30 % бюджета; 70 % сохранялись на случай природных катаклизмов.